# Alejandro Nevski (película)
Alejandro Nevski (en ruso: Алекса́ндр Не́вский) es una película histórica-dramática dirigida en 1938 por Serguéi Eisenstein. Representa el intento de invasión de la República de Nóvgorod del siglo XIII por los Caballeros Teutónicos del Sacro Imperio Romano Germánico y su derrota por el príncipe Alejandro Nevski (1220–1263) en la batalla del Lago Peipus.
Eisenstein hizo el film junto con Dmitri Vasílyev y con un guion coescrito por Piotr Pavlenko; se los asignó para asegurar que Eisenstein no se perdiera en el «formalismo» y para facilitar el rodaje en un horario razonable. Fue producido por Goskinó a través de la unidad de producción Mosfilm, con Nikolái Cherkásov en el papel principal y una partitura musical de Serguéi Prokófiev. Alejandro Nevski fue la primera y más popular de las tres películas sonoras de Eisenstein. En 1941, Eisenstein, Pavlenko, Cherkásov y Abrikósov fueron galardonados con el Premio Stalin por la película.
La banda sonora fue compuesta por Serguéi Prokófiev. Se interpreta a menudo en las salas de conciertos la adaptación que hizo el propio compositor con el título de Cantata Alejandro Nevski op. 78.
En 1978, la película se incluyó en las 100 mejores películas del mundo, de acuerdo con una encuesta de opinión realizada por la editorial italiana Mondadori.